# 캐나다의 기 목록
이 문서는 캐나다의 기 목록이다.

## 국기
| 국기 | 날짜            | 명칭          |
| ---- | --------------- | ------------- |
|      | 1965년 ~ 현재   | 캐나다의 국기 |
|      | 1957년 ~ 1965년 | 캐나다의 국기 |
|      | 1921년 ~ 1957년 | 캐나다의 국기 |
|      | 1868년 ~ 1921년 | 캐나다의 국기 |

## 왕실기
| 기 | 날짜            | 명칭                          |
| -- | --------------- | ----------------------------- |
|    | 2023년 ~ 현재   | 왕실기 (찰스 3세 왕)          |
|    | 2011년 ~ 현재   | 왕실기 (웨일스 공)            |
|    | 2013년 ~ 현재   | 왕실기 (프린세스 로열 앤)     |
|    | 2014년 ~ 현재   | 왕실기 (요크 공작 앤드루)     |
|    | 2014년 ~ 현재   | 왕실기 (웨식스 백작 에드워드) |
|    | 2015년 ~ 현재   | 왕실기 (기타 왕족)            |
|    | 1962년 ~ 2022년 | 왕실기 (엘리자베스 2세 여왕)  |
|    | 2011년 ~ 2022년 | 왕실기 (윌리엄 왕자)          |

## 총독기
| 기 | 날짜          | 명칭   |
| -- | ------------- | ------ |
|    | 1981년 ~ 현재 | 총독기 |

## 군기·선박기
| 기 | 날짜            | 명칭   |
| -- | --------------- | ------ |
|    | 1968년 ~ 현재   | 국군기 |
|    | 2014년 ~ 현재   | 육군기 |
|    | 1968년 ~ 현재   | 해군기 |
|    | 1957년 ~ 1965년 | 해군기 |
|    | 1922년 ~ 1957년 | 해군기 |
|    | 1968년 ~ 현재   | 공군기 |
|    | 1941년 ~ 1968년 | 공군기 |

## 주·준주기
| 기 | 날짜          | 명칭                          |
| -- | ------------- | ----------------------------- |
|    | 1960년 ~ 현재 | 브리티시컬럼비아주의 기       |
|    | 1968년 ~ 현재 | 앨버타주의 기                 |
|    | 1969년 ~ 현재 | 서스캐처원주의 기             |
|    | 1965년 ~ 현재 | 매니토바주의 기               |
|    | 1965년 ~ 현재 | 온타리오주의 기               |
|    | 1948년 ~ 현재 | 퀘벡주의 기                   |
|    | 1965년 ~ 현재 | 뉴브런즈윅주의 기             |
|    | 1858년 ~ 현재 | 노바스코샤주의 기             |
|    | 1964년 ~ 현재 | 프린스에드워드아일랜드주의 기 |
|    | 1980년 ~ 현재 | 뉴펀들랜드래브라도주의 기     |
|    | 1968년 ~ 현재 | 유콘 준주의 기                |
|    | 1969년 ~ 현재 | 노스웨스트 준주의 기          |
|    | 1999년 ~ 현재 | 누나부트 준주의 기            |

## 주 총독·준주지사의 기
| 기 | 날짜          | 명칭                               |
| -- | ------------- | ---------------------------------- |
|    | 1982년 ~ 현재 | 브리티시컬럼비아주 총독의 기       |
|    | 1981년 ~ 현재 | 앨버타주 총독의 기                 |
|    | 1981년 ~ 현재 | 서스캐처원주 총독의 기             |
|    | 1984년 ~ 현재 | 매니토바주 총독의 기               |
|    | 1981년 ~ 현재 | 온타리오주 총독의 기               |
|    | 1950년 ~ 현재 | 퀘벡주 총독의 기                   |
|    | 1982년 ~ 현재 | 뉴브런즈윅주 총독의 기             |
|    | 1929년 ~ 현재 | 노바스코샤주 총독의 기             |
|    | 1981년 ~ 현재 | 프린스에드워드아일랜드주 총독의 기 |
|    | 1987년 ~ 현재 | 뉴펀들랜드 래브라도주 총독의 기    |
|    | 2006년 ~ 현재 | 유콘 준주 지사의 기                |
|    | 2007년 ~ 현재 | 노스웨스트 준주 지사의 기          |
|    | 2009년 ~ 현재 | 누나부트 준주 지사의 기            |

## 같이 보기
- 캐나다 문장국